# Striatosedulia
Striatosedulia is een geslacht van rechtvleugeligen uit de familie veldsprinkhanen (Acrididae). De wetenschappelijke naam van dit geslacht is voor het eerst geldig gepubliceerd in 1989 door Ingrisch.

## Soorten
Het geslacht Striatosedulia omvat de volgende soorten:
- Striatosedulia beybienkoi Storozhenko, 2005
- Striatosedulia ingrishi Storozhenko, 1992
- Striatosedulia pluvisilvatica Ingrisch, 1989